# Orden de Hohenzollern
La Orden de la Casa de Hohenzollern (Hausorden von Hohenzollern o Hohenzollernscher Hausorden) fue una orden de caballería de la dinastía Hohenzollern. Fue tanto como para estado militar y civil. La orden misma ha sido otorgada solo a oficiales comisionados (o civiles de aproximadamente el estado equivalente), pero asociada con varias versiones de la orden donde cruces y/o medallas fueron otorgadas a oficiales no comisionados y soldados o civiles de aproximadamente el mismo estado.

## Historia
La Orden de Hohenzollern fue fundada el 5 de diciembre de 1841 por decreto del príncipe Konstantin de Hohenzollern-Hechingen y del príncipe Karl Anton de Hohenzollern-Sigmaringen. Esos dos principados en el Sur de Alemania donde líneas colaterales católicas de los Hohenzollern, los primos protestantes gobernaban Prusia.
El 23 de agosto de 1851, después de que los dos principados fueran anexionados a Prusia, la orden fue adoptada una rama prusiana de la dinastía. También, aunque los dos principados llegaron a ser una región administrativa del reino de Prusia, las líneas del principado continuaron con la condecoración de la dinastía. La versión prusiana fue conocida como la Orden Real de la Dinastía Hohenzollern (Königlich Hausorden von Hohenzollern o Königlich Hohenzollernscher Hausorden), para distinguirlo de la Orden del Principado de Hohenzollern (Fürstlich Hausorden von Hohenzollern o Fürstlich Hohenzollernscher Hausorden). Aunque el káiser Guillermo II de Alemania abdicó en 1918 como Emperador Germano y rey de Prusia, él no abandonó su puesto como cabeza de la Casa Real y como tal, él fue todavía capaz de conferir en la Orden Real. La Orden del Principado de Hohenzollern continuó condecorando después de la caída de la Monarquía Germánica, aunque siendo no oficial.
Otra arruga que tomó lugar en 1935. El segundo hijo del príncipe Karl Anton, Karl Eitel Friedrich de Hohenzollern-Sigmaringen, llegó a ser príncipe y Carlos I llegó a ser rey de Rumania. Carlos I de Rumanía falleció sin descendencia y fue sucedido por su sobrino Fernando I, también de Hohenzollern-Sigmaringen. Durante el reinado del hijo de Fernando, el rey Carlos II, el gobierno rumano estableció su propia versión de la Orden de Hohenzollern, conocida en rumano como Ordinul "Bene Merenti"' al Casei Domnitoare o la Orden de "Bene Merenti" de la dinastía imperial. Esta versión existió hasta que la monarquía rumana fue abolida en 1947, y el rey Miguel tuvo que cambiar ligeramente la orden en el exilio.

## Clases

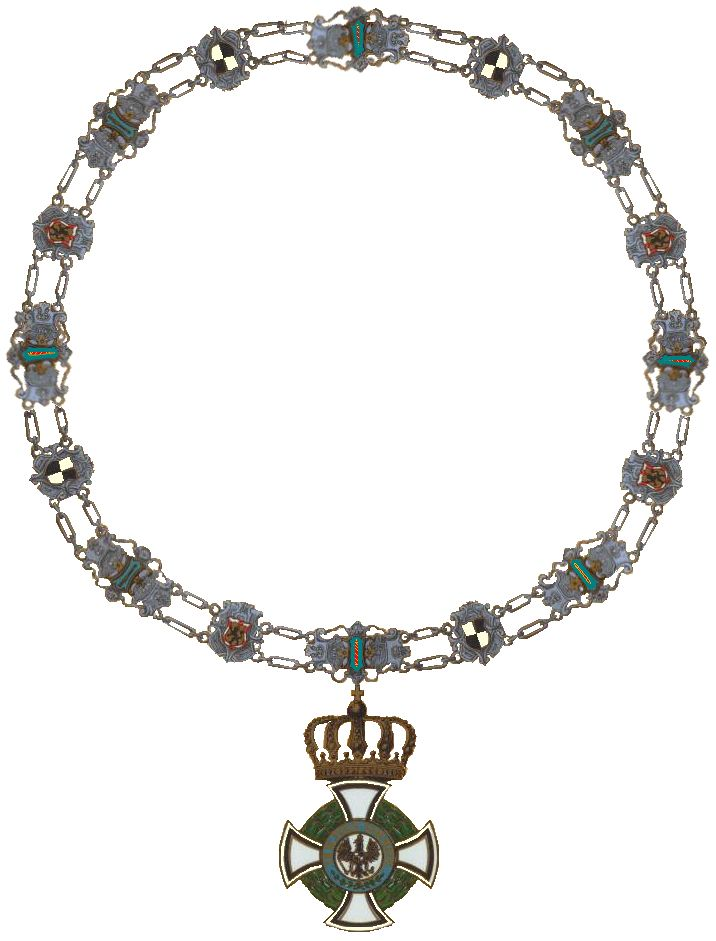
Collar de Gran Comandante (Großkomtur).

### Orden de la Casa Real
La Orden Real de Hohenzollern siguió las siguientes clases:
- Gran Comendador (Großkomtur)
- Comendador (Komtur)
- Caballero (Ritter)
- Miembro (Inhaber)

"Miembro" fue una clase menor para no oficiales (o sus equivalentes). La Cruz de Miembros (Kreuz der Inhaber), especialmente con espadas, fue una distinción rara para los oficiales no comisionados y semejantes. Otra decoración, el Águila de Miembros (Adler der Inhaber) fue otorgada comúnmente a lo largo del servicio como condecoración tal para maestros. Las "Águilas" (Águila de los Miembros y el Águila de los Caballeros, o Adler der Ritter) fueron únicamente para civiles y sin espadas, y otros grados fueron entregados con espadas. Durante la Primera Guerra Mundial, la Cruz de los Caballeros con Espadas de la Orden Real de los Hohenzollern llegó a ser en efecto una distinción intermedia entre la Cruz de Hierro de 1° clase y la Pour le Mérite para oficiales prusianos juniors. Cuando fueron entregados con espadas se fueron usando sobre la cinta de la Cruz de Hierro.

### Orden de la Casa Principesca
El Principado de la Orden de Hohenzollern siguió las siguientes clases:
- Cruz de honor 1° clase (Ehrenkreuz 1. Klasse)
- Cruz del comandante de honor (Ehrenkomturkreuz)
- Cruz de honor 2° clase (Ehrenkreuz 2. Klasse)
- Cruz de honor 3° clase (Ehrenkreuz 3. Klasse)
- Cruz dorada del mérito (goldenes Verdienstkreuz)
- Cruz plateada del mérito (silbernes Verdienstkreuz)
- Medalla dorada del mérito (goldene Ehrenmedaille)
- Medalla plateada del mérito (silberne Verdienstmedaille)

Las Cruces del Mérito, Medallas Doradas de Honor y Medallas del Mérito Plateadas de menor grado fueron para oficiales no comisionados, hombres enlistados y sus civiles equivalentes. Todos los grados fueron otorgados con espadas. Durante la Primera Guerra Mundial, el grado apropiado del Principado de la Orden de Hohenzollern fue otorgado con frecuencia a oficiales y hombres de Füsilier-Regiment Fürst Karl Anton von Hohenzollern (Hohenzollernsches) Nr. 40, un regimiento de infantería organizado en los principados de Hohenzollern y cuyo jefe honorario fue el príncipe de Hohenzollern. Soldados del regimiento de reserva hermano y regimiento landwehr también recibieron frecuentemente la condecoración. A diferencia de la Orden Real, los premios del Principado de la Orden donde se hicieron en una cinta estándar de la orden (la cinta del "estatuto") a pesar de que se hicieron con o sin espadas.

### Orden de la Casa de Rumania
Las clases de la versión rumana de la Orden Real donde esencialmente fueron las mismas del Principado de Orden, excepto que la Cruz de Honor 3° Clase de la versión rumana fue entregada con hojas de roble, y las medallas doradas y plateadas fueron otorgadas con una corona. Como con las versiones de Prusia y Hohenzollern, espadas cruzadas fueron usadas para indicar un momento de guerra o una batalla premiada. Dan la corta existencia de la orden y el hecho de Rumania tenía un número de otras condecoraciones por valor y mérito militar (Orden de Miguel el Valiente, Orden de la Estrella de Rumania, Orden de la Corona de Rumania, Orden de Valentía de la Fuerza Aérea, Cruz de la Virtud Militar, cruces de valentía de la fuerza aérea y naval , cruces y medallas por servicio de fe, medallas por fidelidad y lealtad), premios de la versión rumana de la Orden Real con espadas fueron poco comunes.

## Insignia
La insignia de la orden fue una cruz patada con bordes convexos y brazos curvos (a veces llamada cruz "alisada"). Las diferencias se encuentran en el esmaltado de los brazos de la cruz para las versiones de la realeza, del principado y de Rumania, pero todas características con esmalte blanco en clases altas y rayas de esmalte negro cerca de los lados de la cruz. Entre los brazos de la cruz se encontraba una guirnalda de hojas de laurel (lado izquierdo) y hojas de roble (lado derecho).
La cruz portaba un medallón central; el medallón y la banda portaban diferentes escudos de armas, lemas, fechas y cifras para cada versión real, principado y rumana:
- El medallón esmaltado de blanco de la Orden Real de Hohenzollern portaba un águila negra real prusiana con el escudo de armas de la Dinastía Hohenzollern y un escudo en su pecho. Alrededor del medallón central, una banda esmaltada de azul portaba el lema en letras doradas: "VOM FELS ZUM MEER" ("Desde los acantilados al mar"), con una guirnalda de laurel debajo. El medallón con esmalte blanco en el reverso portaba la cifra del rey Federico Guillermo IV de Prusia, el rey cuando la orden fue fundada. Una banda esmaltada en azul con letras doradas portaba la fecha "DEN 18. JANUAR 1851" con una guirnalda de hojas de laurel (lado izquierdo) y hojas de roble (lado derecho).

- El medallón esmaltado de blanco del Principado de la Orden de Hohenzollern portaba el escudo de armas de Hohenzollern (un escudo cuarteado de negro y blanco) bajo una corona del principado. Alrededor del medallón central, una banda esmaltada en azul portaba el lema en letras doradas: "FÜR TREUE UND VERDIENST" ("Por lealtad y mérito") con una pequeña guirnalda de hojas de roble debajo. En mayores grados, el medallón esmaltado de blanco en el reverso portaba las iniciales ("F" y "A") del príncipe Federico (primer nombre actual de Konstantin) y Anton, los príncipes quienes fundaron la orden, bajo la corona del principado. La banda esmaltada de azul portaba con letras doradas portaba una de las fechas importantes, dependiendo de la clase, tal como "DEN 5T APRIL 1844" por la 2° y 3° clase, con una guirnalda de hojas de laurel debajo.

- El medallón esmaltado de blanco de la orden rumana portaba un águila rumana negra con el escudo de armas de la dinastía Hohenzollern y un escudo en su pecho. Alrededor del medallón central, una banda esmaltada de azul portaba el lema en letras doradas: "NIHIL SINE DEO" ("Nada fuera de Dios"). El medallón con esmalte blanco portaba en el reverso las iniciales coronadas del rey Carlos. La banda esmaltada de azul portaba con letras doradas portaba la fecha de fundación del reino rumano, "10 FEBRUARIE 1881".

La cinta del estatuto de la orden fue blanca con tres rayas negras (con leves variaciones entre las versiones de la realeza, del principado y de Rumania).

## Miembros notables

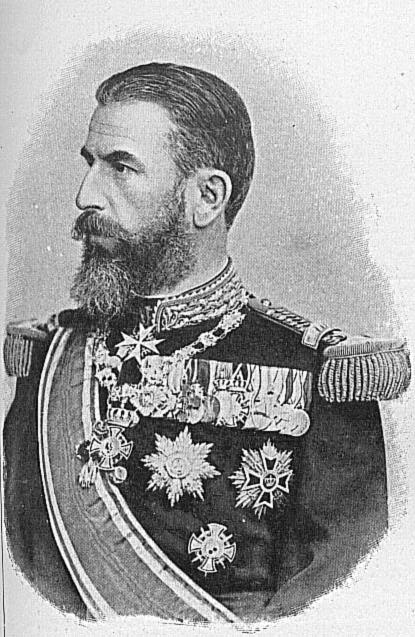
Rey Carlos I de Rumania, usando el collar de la Orden Real de Hohenzollern alrededor de su cuello, la Cruz de honor 1° clase con Espadas del Principado de la Orden de la dinastía Hohenzollern en la parte baja derecha de su pecho. También tiene la Cruz de Caballero con Espadas de la Orden Real de Hohenzollern en su barra de medallas.

La siguiente lista es solo una muestra de algunos de muchos de los prominentes miembros. Como nota, la Cruz de Caballeros con Espadas de la orden real fue una decoración intermedia entre la Cruz de Hierro de 1° clase y la Pour le Mérite para oficiales prusianos júnior. Encima de 8,000 premios se entregaron durante la Primera Guerra Mundial de esta clase (donde muy pocos premios se entregaron de otras clases, o de cualquier clase antes de la guerra). De este modo, entre los rangos del Ejército Alemán, oficiales júnior quienes ganaron la orden real, como tenientes, capitanes o mayores en la Primera Guerra Mundial son importantes cientos quienes obtuvieron el grado de general en Wehrmacht en la Segunda Guerra Mundial.
- Hermann Balck - Después General der Panzertruppe y uno de los más condecorados oficiales en la Wehrmacht.
- Ludwig Beck - Después Coronel General en la Wehrmacht, jefe del OKH y líder de la conspiración contra Hitler.
- Werner von Blomberg - Después mariscal de campo en la Wehrmacht y ministro de guerra en Alemania; también recibió la Pour le Mérite.
- Leonhard Graf von Blumenthal – Mariscal de campo prusiano de las guerras de unificación; Defensor de la Orden Real, Gran Comandante con Espadas en Anillo y Comandante con Estrella con Espadas; también recibió la Pour le Mérite con hojas de roble y diamantes.
- Günther Blumentritt – Después General der Infanterie en la Wehrmacht.
- Fedor von Bock - Después mariscal de campo en la Wehrmacht; también recibió la Pour le Mérite.
- Oswald Boelcke - Uno de los mejores aces alemanes de la Primera Guerra Mundial; también recibió la Pour le Mérite.
- Friedrich Bogendörfer – También recibió la Pour le Mérite; después caballero y noble con la Orden Militar de Baviera de Max Joseph, llegando a ser Friedrich Ritter von Bogendörfer.
- Walter von Brauchitsch - Después un mariscal de campo en la Wehrmacht y comandante de la Armada Alemana.
- Ernest Busch - Después mariscal de campo en la Wehrmacht; también recibió la Pour le Mérite.
- Jakob Danner – Oficial bávaro, después caballero y noble de la Orden Militar de Baviera de Max Joseph, llegando a ser Jakob Ritter von Danner; En 1923 él fue un instrumental en poner en baja el Putsch de Múnich.
- Friedrich-Wilhelm Dernen - Oficial junior; también recibió la Pour le Mérite y Orden de Mérito Militar Karl-Friedrich.
- Karl Dönitz - Después un Großadmiral en el Kriegsmarine y en poco tiempo sucesor de Hitler como líder alemán.
- Franz Ritter von Epp – Comandante de combate baviero; también recibió la Pour le Mérite, Orden Baviera Militar de Max Joseph; después Reichsstatthalter de Baviera (1933-45).
- Alexander von Falkenhausen - Después General der Infanterie en la Wehrmacht y gobernador militar de ocupación en Bélgica; también recibió la Pour le Mérite.
- Victor Franke – Oficial schutztruppe y veterano altamente decorado de campañas coloniales alemanas en África; también recibió la Pour le Mérite.
- Werner Freiherr von Fritsch - Después coronel general en la Wehrmacht y comandante del Ejército alemán.
- Werner Albrecht Freiherr von und zu Gilsa - fue un oficial alemán y general de infantería, su último asignamiento fue como comandante Wehrmacht de Dresde. En 1936, fue teniente coronel, Gilsa llegó a ser comandante de las Aldeas Olímpicas, durante los Juegos Olímpicos de Berlín, verano 1936, después de la demolición de Wolfgang Fürstner.
- Hermann Göring - Después Reichsmarschall; también recibió la Pour le Mérite, Orden de Mérito Militar Karl-Friedrich, numerosas otras decoraciones.
- Robert Ritter von Greim - Después mariscal de campo en la Luftwaffe; también recibió la Pour le Mérite y la Orden Militar de Baviera de Max Joseph.
- Franz Halder - Después Coronel General en la Wehrmacht y jefe del OKH.
- Kurt von Hammerstein-Equord - Condecorado en la Primera Guerra Mundial, fue comandante en jefe, se retiró en 1939 por oponerse a Hitler.
- Paul Hausser – Después Oberstgruppenführer en el Waffen SS.
- Gotthard Heinrici - Después Coronel General en la Wehrmacht.
- Erich Hoepner - Después Coronel General en la Wehrmacht y líder de la conspiración contra Hitler.
- Hans-Valentin Hube - Después Coronel General y uno de los más altamente decorados oficiales en la Wehrmacht.
- Max Immelmann - As alemán de la Primera Guerra Mundial de quién casi explota y guía fama del nombre Pour le Mérite como la "Blue Max"; también recibió la Cruz de Caballero y la Cruz de Comandante de la Orden Militar Sajona de San Enrique.
- Ernst Jünger - Después condecorado con la Pour le Mérite. Autor de su famosa autobiografía de la Primera Guerra Mundial, Tormenta de Acero. Durante la Segunda Guerra Mundial, se reincorporó al Wehrmacht como capitán y sirvió en la ocupación de fuerzas en París.
- Wilhelm Keitel - Después mariscal de campo en la Wehrmacht y jefe del OKW.
- Günther von Kluge - Después mariscal de campo en la Wehrmacht.
- Hermann Köhl – Aviador y pionero de aviación de la Primera Guerra Mundial; primer exitoso hecho cruzando de Este-Oeste el trans-Atlántico; también recibió la Pour le Mérite, Orden Militar de Württemberg, distinguido piloto estadounidense.
- Georg von Küchler - Después mariscal de campo en la Wehrmacht.
- Wilhelm Ritter von Leeb - Después mariscal de campo en la Wehrmacht; también recibió la Orden Militar de Baviera de Max Joseph.
- Wilhelm List - Después mariscal de campo en la Wehrmacht.
- Bruno Loerzer - Después Coronel General en la Luftwaffe; también recibió la Pour le Mérite.
- Erich Löwenhardt - Tercer as alemán de la Primera Guerra Mundial; también recibió la Pour le Mérite.
- Erich von Manstein - Después mariscal de campo en la Wehrmacht.
- Walter Model - Después mariscal de campo y uno de los más altamente condecorados en la Wehrmacht.
- Helmuth von Moltke – Mariscal de campo prusiano de las Guerras de Unificación; defendió la Casa Real de la Orden Gran Comandante con Espadas; también defendió la Pour le Mérite con hojas de roble, corona y diamantes, la Gran Cruz de la Pour le Mérite y la clase civil de la Pour le Mérite, entre muchos otros honores.
- Louis Müldner von Mülnheim - Mayor y aide-de-camp de la Corona del Príncipe Alemán.
- Karl August Nerger - Comandante auxiliar de crucero alemán; uno de solo dos oficiales junior en recibir los altos honores militares de los cinco estados alemanes: el Pour le Mérite, Orden Militar de Baviera de Max Joseph, Orden Militar Sajona de San Enrique, Orden Militar de Mérito de Württemberg y Orden Militar de Mérito Karl-Friedrich.
- Theo Osterkamp – As de la Primera Guerra Mundial y Pour le Mérite; también volador en la Segunda Guerra Mundial y ascendido a Generalleutnant.
- Erich Raeder - Después Großadmiral en el Kriegsmarine.
- Walter von Reichenau - Después mariscal de campo en la Wehrmacht.
- Manfred von Richthofen – As de la Primera Guerra Mundial; también recibió la Pour le Mérite, Orden Militar Sajona de San Enrique, Orden de Mérito Militar de Württemberg y numerosas otras condecoraciones.
- Gerd von Rundstedt - Después mariscal de campo en la Wehrmacht.
- Dietrich von Saucken - Después General der Panzertruppe y uno de los más altamente condecorados en la Wehrmacht.
- Friedrich Graf von der Schulenburg – Recibió la Cruz de Caballero de la Orden Real como teniente coronel y la Cruz de Comandante; también recibió la Pour le Mérite con hojas de roble y la Orden del Águila Roja 2° Clase con Espadas, hojas de roble y corona.
- Hugo Sperrle - Después mariscal de campo en la Luftwaffe; también recibió Orden de Mérito Militar de Württemberg.
- Kurt Student - Después Coronel General y comandante de tropas voladoras alemanas.
- Ernst Udet – Segundo gran as alemán de la Primera Guerra Mundial; también recibió la Pour le Mérite; después un Coronel General en la Luftwaffe.
- Alfred von Waldersee – Mariscal de campo prusiano y jefe del Personal General Alemán; defensor de la Orden Real Gran Comandante con Espadas en Anillo y el Caballero con Espadas.
- Erwin von Witzleben - Después mariscal de campo en la Wehrmacht y líder de la conspiración contra Hitler.